# Sturisoma
Sturisoma es un género de pez del orden de los siluriformes, de la familia de los loricáridos.

## Especies
Hay once especies descritas dentro de este género:
- Sturisoma barbatum (Kner, 1853)
- Sturisoma brevirostre (C. H. Eigenmann & R. S. Eigenmann, 1889)
- Sturisoma caquetae (Henry Weed Fowler, 1945)
- Sturisoma graffini Londoño-Burbano, 2018
- Sturisoma guentheri (Regan, 1904)
- Sturisoma lyra (Regan, 1904)
- Sturisoma monopelte Fowler, 1914
- Sturisoma nigrirostrum Fowler, 1940
- Sturisoma robustum (Regan, 1904)
- Sturisoma rostratum (Spix & Agassiz, 1829)
- Sturisoma tenuirostre (Steindachner, 1910)

## Distribución
Las especies de este género están ampliamente distribuidas en Panamá, a ambos lados de los Andes en Colombia y Ecuador y en las cuencas de los ríos Amazonas, Orinoco y Paraná.

## Descripción
Presentan dimorfismo sexual que incluye la presencia de odontodides (dientes dérmicos) hipertrofiados a ambos lados de la cabeza de los machos.

## Ecología
Sturisoma habitan corrientes de agua rápidas y lentas donde la madera sumergida es abundante, en el curso principal de los ríos.  Las especies de Sturisoma desovan en superficies abiertas, como piedras, hojas de plantas, troncos o sustrato.

## Taxonomía
Sturisoma ha sido considerado un clado hermano de Farlowella.